# Uhrusk (stacja kolejowa)
Uhrusk – stacja kolejowa w miejscowości Wola Uhruska na linii kolejowej nr 81, w województwie lubelskim, w Polsce.

## Ruch pasażerski
| Rok  | Wymiana pasażerska na dobę |
| ---- | -------------------------- |
| 2017 | 0-9                        |
| 2022 | 0-9                        |